# Крайллинг
Крайллинг (нем. Krailling) — община в Германии, в земле Бавария. 
Подчиняется административному округу Верхняя Бавария. Входит в состав района Штарнберг.  Население составляет 7529 человек (на 31 декабря 2010 года). Занимает площадь 16,00 км².

## Фотографии

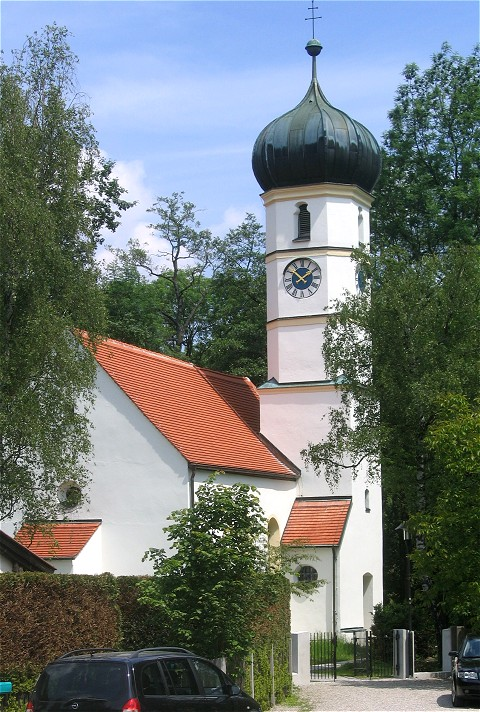
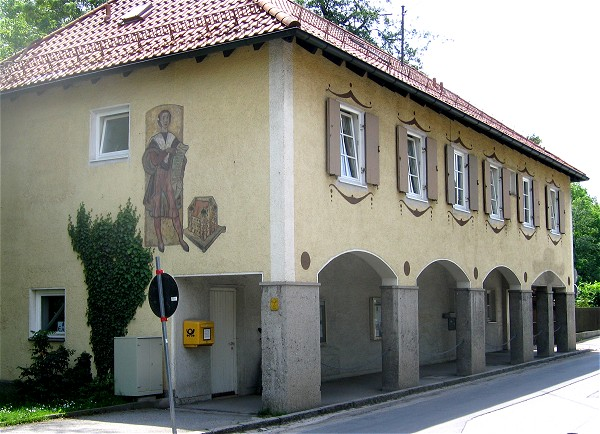
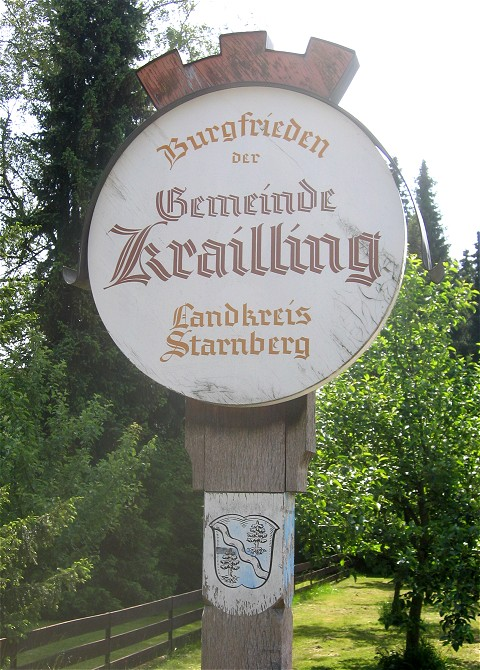